# Entodon cymbifolius
Entodon cymbifolius là một loài rêu trong họ Entodontaceae. Loài này được Wager & Dixon mô tả khoa học đầu tiên năm 1920.